# Whittier (California)
Whittier è una città degli Stati Uniti d'America nella contea di Los Angeles, in California.
Al censimento del 2010 fu stimata una popolazione di 85.331 abitanti.

## Storia
Fra la fine del XVIII e la prima metà del XIX secolo questa area era soggetta a pascolo per ampi possedimenti terrieri (ranch). Nel 1868 un immigrato tedesco di nome Jacob Gerkens acquistò parte dei terreni su cui oggi sorge Whittier e vi costruì una piccola abitazione. Dopo alcuni cambi di proprietà, nel 1887 la tenuta venne acquistata da un gruppo di quaccheri che voleva stabilire nuove comunità in California. Venne fondato un piccolo insediamento e numerosi adepti accorsero qui. Il nome di Whittier venne deciso in onore del poeta John Greenleaf Whittier, anch'egli aderente al quaccherismo.
Nel 1887 la città venne connessa con la Southern Pacific Railroad, il che permise alla comunità di crescere molto velocemente. Nel 1896 venne istituito il Whittier College, tuttora esistente. Dopo la fine della seconda guerra mondiale si ebbe un forte sviluppo urbanistico ed una notevole crescita nel numero di abitanti della città.
Il giorno 1º ottobre 1987 nei pressi di Whittier venne registrato l'epicentro di un terremoto che causò otto vittime e danni estesi. L'intensità del sisma fu di 5,9 gradi sulla scala Richter.

## Amministrazione

### Gemellaggi
- Changshu, dal 1994[5]